# Albert Kunyuku
Albert Kunyuku N'Goma, né le 20 mai 1922 à Léopoldville et mort le 25 novembre 2022, est un ancien combattant de la Force publique congolaise, connu sous le nom de Caporal Kunyuku.

## Parcours militaire
Jeune de Léopoldville alors âgé de 18 ans, Albert Kunyuku étant encore élève en mécanique, est enrôlé de force au service militaire pour combattre pendant la 2e Guerre mondiale à Alger, puis en Birmanie. En juin 2022, il est décoré par Philippe après une première décoration en 2015 par Poutine,,.